# Carlos Marchena
Carlos Marchena López (* 31. července 1979 Seville) je bývalý španělský fotbalový obránce a reprezentant. Mimo Španělska hrál na klubové úrovni v Portugalsku. Mezi fanoušky je známý jako Marchena.

## Klubová kariéra
Svou fotbalovou kariéru začal v Seville, když mu bylo osmnáct, klub tehdy ještě hrál druhou ligu. Ve dvaceti měl svůj debut v La lize, kdy je ho tým sehrál zápas proti Realu Sociedad.
Když Sevilla FC opět na konci roku 2000 sestoupila do druhé ligy, dohodl se s Benfikou Lisabon na ročním hostování, kde přitáhl na sebe pozornost a pro své služby si jej vyhlédl další španělský klub tentokrát Valencia CF. Zatímco chvíli trvalo Marchenovi než si na nový klub zvykne, Valencie vyhrála v sezóně 2002/03 po třiceti letech La Ligu a s tímto úspěchem se s klubem rozlučil i obránce Djukić. Jediná náhrada na jeho postu, kterou Valencia měla, byl Marchena.
V sezóně 2003/04 vyhrála Valencia cenný double v podobě domácího titulu a triumfu v Poháru UEFA, kde hrál rozhodujíc roli v obraně Valencie.
Sezóna 2004/05 nebyla pro Valencii úspěšnou, nedostala se ani do Poháru UEFA ani do Ligy mistrů, přesto opory včetně Marcheny zůstaly a v sezóně 2005/06 si Valencie dokráčela pro třetí místo v La Lize.

## Reprezentační kariéra
Marchena reprezentoval Španělsko již v mládežnických výběrech. V roce 2000 byl členem týmu U21, jenž na Mistrovství Evropy hráčů do 21 let konaném na Slovensku obsadil 3. místo.
Hrál následně i na Letních olympijských hrách 2000 v Sydney, kde Španělsko prohrálo s Kamerunem ve finále na penalty.
Jeho kvalitní výkony mu v roce 2002 vynesly pozvánku do A-mužstva španělské fotbalové reprezentace, mj. na EURO 2004, které se konalo v Portugalsku, i když zde jej někdejší reprezentační trenér Iñaki Sáez nominoval na poslední chvíli. Nakonec se na turnaji předvedl dobře, ačkoli Španělsko vypadlo už v základní skupině a on obdržel dvě žluté karty.

## Úspěchy

### Klubové
- 2× vítěz španělské ligy (2001/02, 2003/04)
- 1× vítěz španělského poháru (2007/08)
- 1× vítěz Poháru UEFA (2003/04)
- 1× vítěz evropského superpoháru (2004)

### Reprezentační
- zlato z MS do 20 let (1999)
- stříbro z LOH (2000)
- zlato z ME (2008)
- zlato z MS (2010)